# Kornél Fekete-Kovács
Kornél Fekete-Kovács (* 1970) ist ein ungarischer Jazztrompeter, -flügelhornist und -komponist.
Kovács studierte Jazz an der Franz-Liszt-Musikakademie in Budapest. Von 1990 bis 1992 war er Mitglied des Fortinbrass Quintet, dann bis 1994 der Brass Age Band. Zwischen 1993 und 1998 war er außerdem Mitglied des Oláh-Kálmán-Sextet. 1993 gewann er bei der Jazz Juniors Competition in Krakau den ersten Preis mit seiner Band und als bester Trompeter.
1998 gehörte er zu den Gründungsmitgliedern des Budapest Jazz Orchestra, dem er bis 2005 angehörte und für das er die Budapest Jazz Suite komponierte. Seine zweite große Komposition für Bigband The Wayfarer wurde 2002 vom European Broadcasting Union Jazz Orchestra in Budapest uraufgeführt. 
1999 gründete er die Band Blacksmith Workshop, mit der er vorwiegend eigene Kompositionen und Arrangements aufführte. Nach Auflösung der Gruppe 2002 wurde er Mitglied des Dés László Septet, der Class Jazz Band von Eszter Horgas und der Emil.Rulez Group. Im gleichen Jahr wurde er vom ungarischen Kultusministerium als Solist zur Central European Jazz Connection delegiert. Seit 2003 ist er Solist im Gábor Németh Project.
Kovács ist Begründer des Budapest Big Band Festival, das er von 2001 bis 2004 organisierte. Von 2003 bis 2005 war er im Vorstand der Hungarian Jazz Federation, deren Abteilung für Bigband er leitete. 2005 wurde er Leiter des Modern Art Orchestra, im Folgejahr gründete er das Fekete-Kovács Kornél Quintet. Daneben unterrichtet er Jazztrompete an der Franz-Liszt-Musikakademie und am Musikstudio von Kőbánya. Er wirkte als Studiomusiker und Solist an mehr als 100 Alben mit.

## Diskographie
- Oláh Kálmán Sextet: Night Silence, 1995
- Bosambo Trio: Tongue Tied, 1999
- Black Smith Workshop: Childhood 'round, 1999
- László Attila Band: Smart Kid, 1999
- Budapest Jazz Orchestra: Budapest Jazz Suite, 2001
- Tibor Márkus: Are You Free?, 2003
- Gábor Winand: Agent spirituel, 2003
- Budapest Jazz Orchestra mit Dave Liebman: Human Circle - The Wayfarer, 2003
- Dés Septet: Metszetek, 2003
- Németh Gábor Project: Könny? lépések
- Stereo Jazz, 2004
- Németh Gábor Project: Fehér színek, 2005
- Dés Septet: Utcazene, 2005
- Dés Septet koncert a Madách színházban, 2005
- Budapest Jazz Orchestra örömkoncert Bob Mintzerrel, 2005
- Loop Doctors featuring Gerry Willis: High Voltage, 2006
- Modern Art Orchestra: Karácsonyi napló, 2006
- Illényi Katica: Koncert a Mövészetek Palotájában, 2006

## Kompositionen
- Childhood Round, 1999
- Budapest Jazz Suite, 2001
- The Wayfarer / Human Circle, 2002
- Timpani Concerto (mit Béla Zsoldos), 2005
- Dedications, 2005
- Jézus és a tanítványok für Jazzcombo und Sinfonieorchester, 2005
- Karácsonyi Napló, 2005
- A Tölgy és a Méh, 2006

| Personendaten    | Personendaten           |
| ---------------- | ----------------------- |
| NAME             | Fekete-Kovács, Kornél   |
| KURZBESCHREIBUNG | ungarischer Jazzmusiker |
| GEBURTSDATUM     | 1970                    |